# Битка при Недао
Битката при Недао е битка през 454 г. (или 455) при река Недао в Панония, в която гепидите в коалиция с други племена побеждават хуните.
Гепидите са водени от техния крал Ардарих, а хуните от крал Елак.
Името и мястото на река Надао не са познати. Понеже гепидите по това време населяват Трансилвания, а резиденцията на Атила и неговите наследници е вероятно на р. Тиса, възможно е да е една от реките между Дунав и Карпатите.
Около 30 000 хуни губят в битката живота си, между тях и самият Елак (Йорданес, Getica 262).